# Варшава-Віленська
Варшава-Віленська (пол. Dworzec Wileński, Warszawa Wileńska — Віленський Вокзал) — залізнична станція на сході Варшави. Нижня частина будинку використовується ПКП як вокзал, а верхній поверх — як торговельний центр. Поруч зі станцією знаходиться Митрополичий собор святої рівноапостольної Марії Магдалини.
Перша станція на цьому місці — «Двожец Петерсбурскі» був збудований як кінцева зупинка на лінії через Вільно від Санкт-Петербурга, вибудована архітектором Нарцисом Збожевським вона мала російську колію, на відміну від Варшаво-Віденської залізниці, де використовувалась колія нормального розміру.
Щоб люди могли спокійно подорожувати з Відня до Петербурга, була побудована лінія кінного трамваю, що була початком зародження трамвайної системи Варшави. Цей будинок був знищений росіянами під час Першої світової в 1915 році.
Після війни з СРСР 1920 року частину залізниці між Вільно і Варшавою переробили на європейську колію, оскільки пасажирські перевезення між Варшавою і Ленінградом практично зникли, та змінили первісну назву станції на сучасну. Саму станцію перенесли трохи на південь, а на колишньому місці збудували будинок головного управління ПКП (1928).
Вокзал станції пережив Другу Світову Війну, але після війни був розібраний і до 2000 року роль вокзалу виконувало старе депо.
8 березня 2015 року тут відкрили станцію Другої лінії Варшавського метрополітену Двожец Віленьські.

## Галерея

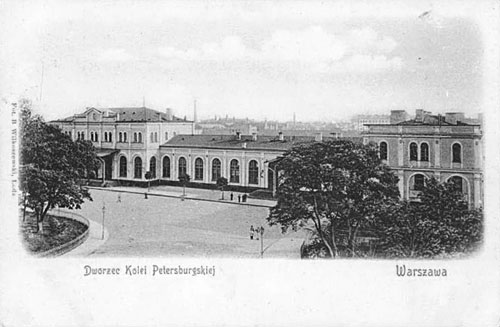
Двожец Петерсбурскі
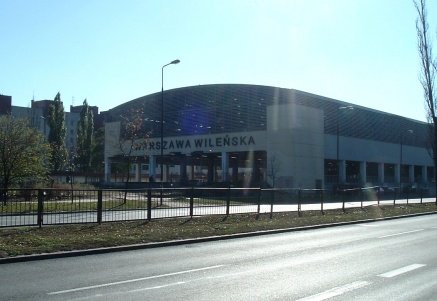
Будинок вокзалу
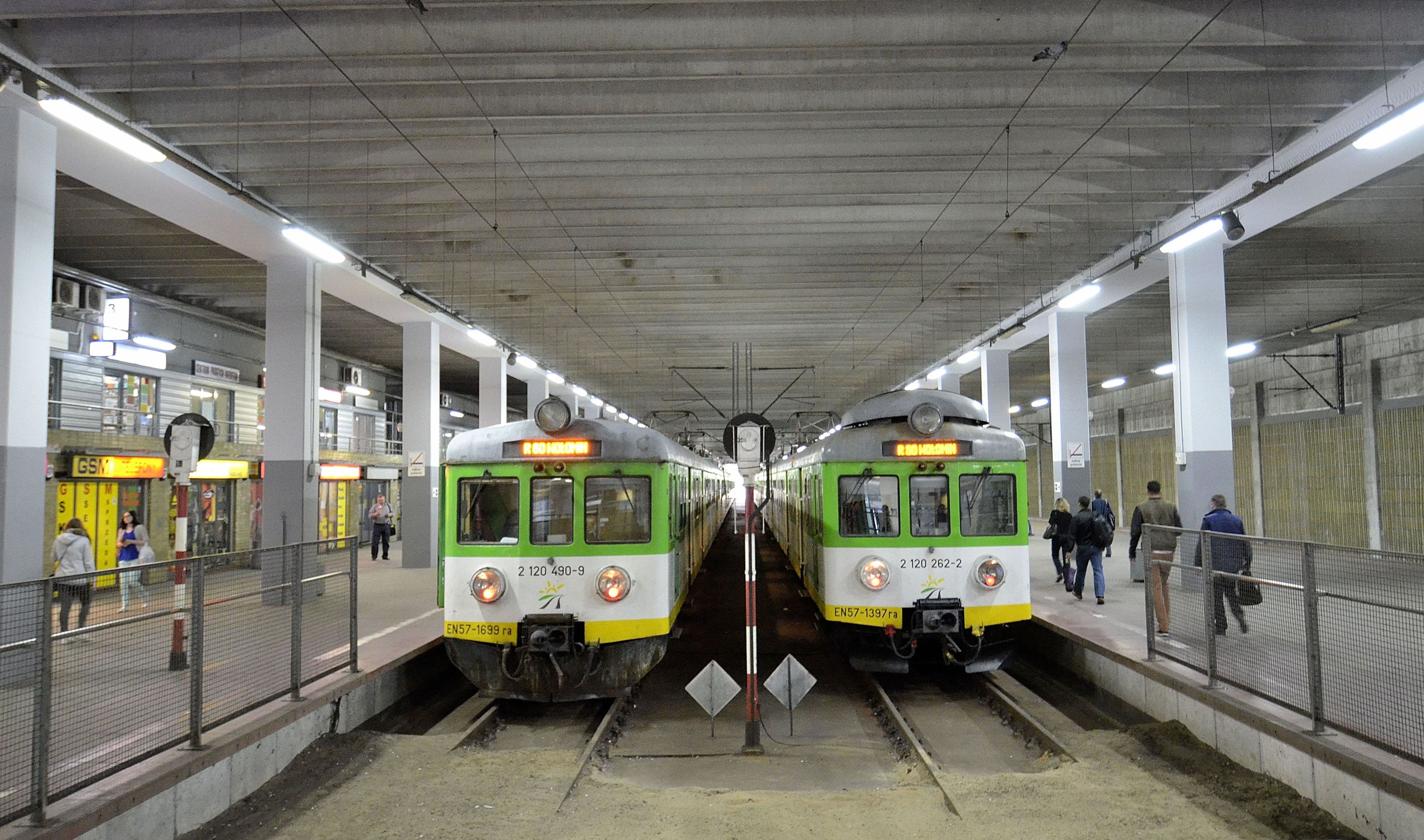
Перони станції
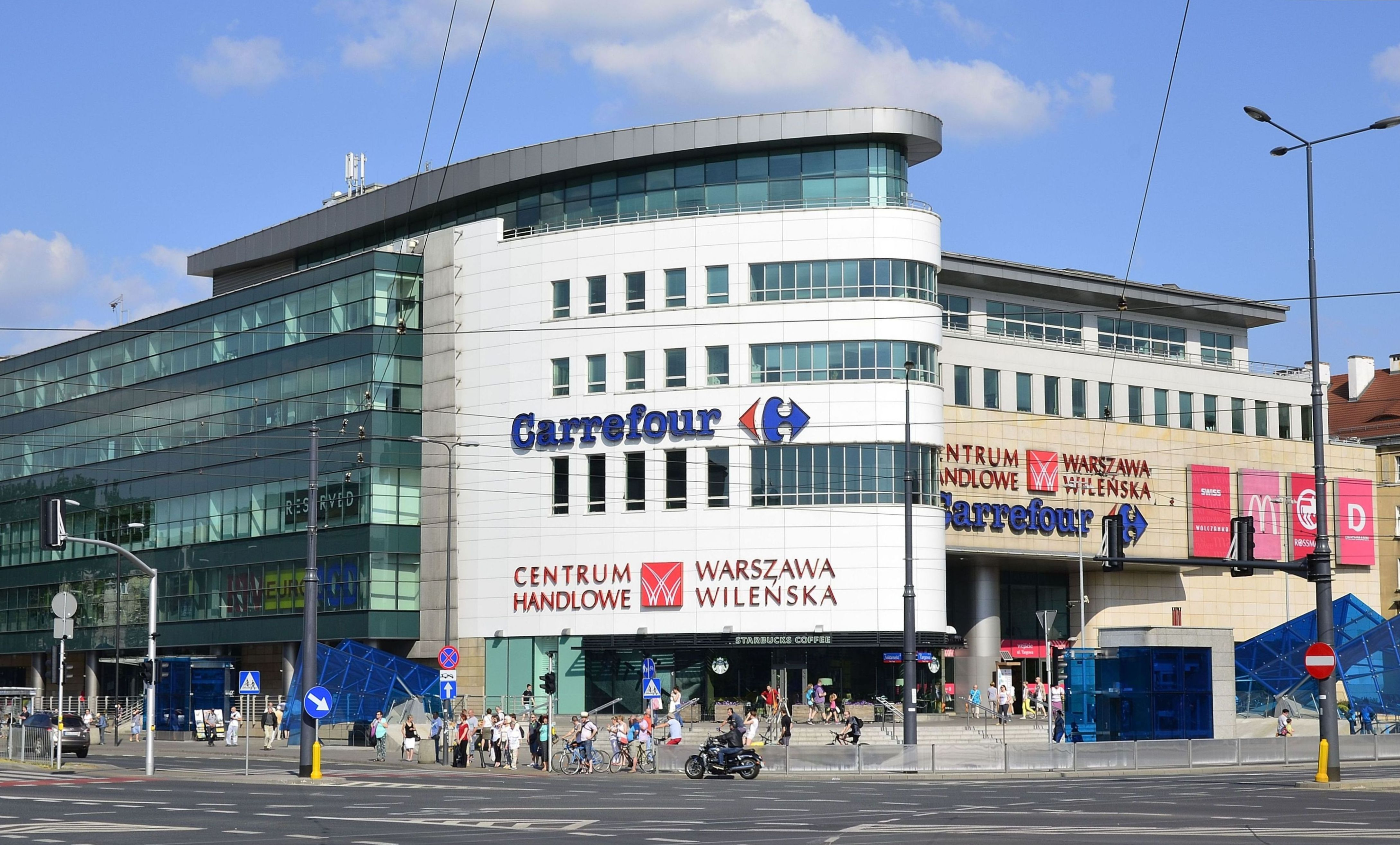
Частина станції з торговельним центром